# Clasificación de UEFA para la Copa Mundial de Fútbol Playa FIFA 2009
La Clasificación de UEFA para la Copa Mundial de Fútbol Playa FIFA 2009 fue la segunda edición de la fase clasificatoria en Europa rumbo a la Copa Mundial de Fútbol Playa FIFA 2009 a celebrarse en los Emiratos Árabes Unidos.
Participaron 26 selecciones nacionales del continente en la fase eliminatoria disputada en España, otorgando 4 plazas para el continente en la copa del mundo.
España venció a Rusia en la final para ganar la elimniatoria por segunda vez consecutiva. Ambas selecciones finalistas junto a Suiza y Portugal clasificaron para la Copa Mundial de Fútbol Playa FIFA 2009.

## Fase de grupos

### Grupo A
| Equipo          | J | G | P | GF | GC | GD | Pts |
| --------------- | - | - | - | -- | -- | -- | --- |
| España          | 3 | 3 | 0 | 22 | 8  | 14 | 9   |
| Rumania         | 3 | 2 | 1 | 13 | 13 | 0  | 6   |
| República Checa | 3 | 1 | 2 | 13 | 19 | –6 | 3   |
| Letonia         | 3 | 0 | 3 | 4  | 12 | –8 | 0   |

| República Checa | 2–7  | Rumania         |
| Letonia         | 0–3  | España          |
| República Checa | 6–2  | Letonia         |
| España          | 9–3  | Rumania         |
| España          | 11–6 | República Checa |
| Rumania         | 3–2  | Letonia         |

### Grupo B
| Equipo     | J | G | P | GF | GC | GD | Pts |
| ---------- | - | - | - | -- | -- | -- | --- |
| Portugal   | 3 | 3 | 0 | 25 | 15 | 10 | 8   |
| Azerbaiyán | 3 | 1 | 2 | 13 | 13 | 0  | 3   |
| Alemania   | 3 | 1 | 2 | 14 | 16 | –2 | 3   |
| Austria    | 3 | 1 | 2 | 15 | 23 | –8 | 3   |

| Alemania   | 7–4  | Austria    |
| Azerbaiyán | 4–6  | Portugal   |
| Alemania   | 2–5  | Azerbaiyán |
| Portugal   | 12–6 | Austria    |
| Austria    | 5–4  | Azerbaiyán |
| Portugal   | 7–5  | Alemania   |

### Grupo C
| Equipo     | J | G | P | GF | GC | GD  | Pts |
| ---------- | - | - | - | -- | -- | --- | --- |
| Rusia      | 2 | 2 | 0 | 20 | 5  | 15  | 6   |
| Inglaterra | 2 | 1 | 1 | 7  | 9  | –2  | 3   |
| Andorra    | 2 | 0 | 2 | 3  | 16 | –13 | 0   |

| Inglaterra | 3–2  | Andorra    |
| Rusia      | 13–1 | Andorra    |
| Rusia      | 7–4  | Inglaterra |

### Grupo D
| Equipo   | J | G | P | GF | GC | GD  | Pts |
| -------- | - | - | - | -- | -- | --- | --- |
| Italia   | 3 | 3 | 0 | 25 | 10 | 15  | 9   |
| Ucrania  | 3 | 2 | 1 | 15 | 11 | 4   | 5   |
| Estonia  | 3 | 1 | 2 | 19 | 16 | 3   | 3   |
| Bulgaria | 3 | 0 | 3 | 7  | 29 | –22 | 0   |

| Ucrania  | 3–3 (2–1 p.) | Estonia  |
| Bulgaria | 2–9          | Italia   |
| Italia   | 9–3          | Estonia  |
| Ucrania  | 7–1          | Bulgaria |
| Italia   | 7–5          | Ucrania  |
| Estonia  | 13–4         | Bulgaria |

### Grupo E
| Equipo  | J | G | P | GF | GC | GD | Pts |
| ------- | - | - | - | -- | -- | -- | --- |
| Francia | 2 | 2 | 0 | 14 | 6  | 8  | 6   |
| Turquía | 2 | 1 | 1 | 10 | 14 | –4 | 3   |
| Grecia  | 2 | 0 | 2 | 8  | 12 | –4 | 0   |

| Grecia  | 5–7 | Turquía |
| Francia | 9–3 | Turquía |
| Francia | 5–3 | Grecia  |

### Grupo F
| Equipo       | J | G | P | GF | GC | GD | Pts |
| ------------ | - | - | - | -- | -- | -- | --- |
| Suiza        | 3 | 3 | 0 | 17 | 10 | 7  | 9   |
| Países Bajos | 3 | 2 | 1 | 16 | 14 | 2  | 6   |
| Israel       | 3 | 1 | 2 | 12 | 13 | –1 | 3   |
| Hungría      | 3 | 0 | 3 | 10 | 18 | –8 | 0   |

| Hungría      | 6–8 | Países Bajos |
| Israel       | 4–7 | Suiza        |
| Hungría      | 2–5 | Israel       |
| Suiza        | 5–4 | Países Bajos |
| Suiza        | 5–2 | Hungría      |
| Países Bajos | 4–3 | Israel       |

### Grupo G
| Equipo      | J | G | P | GF | GC | GD  | Pts |
| ----------- | - | - | - | -- | -- | --- | --- |
| Polonia     | 3 | 3 | 0 | 13 | 7  | 6   | 9   |
| Bélgica     | 3 | 2 | 1 | 14 | 7  | 7   | 6   |
| Bielorrusia | 3 | 1 | 2 | 7  | 10 | –3  | 3   |
| Noruega     | 3 | 0 | 3 | 9  | 19 | –10 | 0   |

| Bélgica     | 2–3 | Polonia     |
| Noruega     | 3–4 | Bielorrusia |
| Polonia     | 4–2 | Bielorrusia |
| Noruega     | 3–9 | Bélgica     |
| Polonia     | 6–3 | Noruega     |
| Bielorrusia | 1–3 | Bélgica     |

## Fase Final

### Octavos de final
| Equipo 1     | Resultado | Equipo 2   |
| ------------ | --------- | ---------- |
| Azerbaiyán   | 3-1       | Inglaterra |
| Polonia      | 3-4       | Rumania    |
| Suiza        | 7-2       | Turquía    |
| Italia       | 6-5       | Bélgica    |
| Países Bajos | 0-3       | Rusia      |
| Estonia      | 0-9       | Portugal   |
| Francia      | 4-3       | Ucrania    |
| España       | 6-2       | Israel     |

### Cuartos de final
| Equipo 1 | Resultado | Equipo 2   |
| -------- | --------- | ---------- |
| Portugal | 5-2       | Rumania    |
| Suiza    | 5-3       | Italia     |
| Rusia    | 4-3       | Francia    |
| España   | 6-1       | Azerbaiyán |

#### Playoff por el 5º Lugar
| Equipo 1 | Resultado | Equipo 2   |
| -------- | --------- | ---------- |
| Italia   | 11-4      | Azerbaiyán |
| Rumania  | 5-7       | Francia    |

#### 5º Lugar
| Equipo 1 | Resultado | Equipo 2 |
| -------- | --------- | -------- |
| Italia   | 4-2       | Francia  |

### Semifinales
| Equipo 1 | Resultado | Equipo 2 |
| -------- | --------- | -------- |
| Rusia    | 4-2       | Portugal |
| España   | 4-2       | Suiza    |

### Tercer Lugar
| Equipo 1 | Resultado | Equipo 2 |
| -------- | --------- | -------- |
| Portugal | 6-8       | Suiza    |

### Final
| Equipo 1 | Resultado        | Equipo 2 |
| -------- | ---------------- | -------- |
| Rusia    | 4-4 (12-13 pen.) | España   |

## Campeón
| Clasificación de UEFA para la Copa Mundial de Fútbol Playa FIFA 2009 |
| -------------------------------------------------------------------- |
| Bandera de España                                                    |
| España 2º Título                                                     |

| Predecesor: Benidorm 2008 | Clasificación de UEFA para la Copa Mundial de Fútbol Playa FIFA 2009 | Sucesor: Bibione 2011 |

- Datos: Q4218456